# Karl Wilhelm von Martini

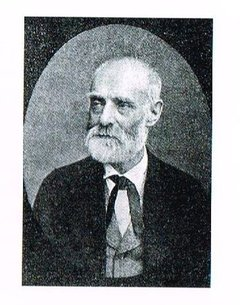
Karl Wilhelm Ritter von Martini

Karl Wilhelm Ritter von Martini (* 12. Juli 1821 in Lugosch, Banat, Kaisertum Österreich; † 22. Juni 1885 in Baden (Niederösterreich)) war ein österreichischer Journalist, Schriftsteller und Abgeordneter. Er veröffentlichte auch unter dem Pseudonym Carl Wilm.

## Leben
Von 1831 bis 1836 besuchte er das Piaristengymnasium in Temeswar. Martini, dessen Vater als Arzt bei der Armee tätig war, studierte Philosophie an der Universität in Wien und unterrichtete ab 1841 als Artillerieoffizier an der Grenzer-Kadettenakademie in Karansebesch. Während der Revolution 1848 gehörte er der Garnison in Pest an. Als Hauptmann konnte er sich bei seiner Arbeit im ungarischen Generalstab gut vernetzen.
Ab 1850 arbeitete er in Prag als Redakteur für das Konstitutionelle Blatt in Böhmen. Ab 1853 leitete er die Grazer Zeitung, dann bis 1866 die Grazer Tagespost. 1868 wurde er in den Landtag der Steiermark gewählt, dort schloss er sich der Fraktion des Moritz von Kaiserfeld an. Er arbeitete auch im Pressebüro des Staatsministeriums in Wien. Von 1868 bis 1878 schrieb er Leitartikel für das Fremden-Blatt.
Darüber hinaus veröffentlichte er Romane, die die Zeit der schwäbischen Besiedlung des Banat und das Leben der Grenzbevölkerung beschrieben. Sie gelten als einige der ersten Dokumente, die ein ausgeprägtes Selbstbewusstsein der Banater Schwaben erkennen lassen.

## Schriften (Auswahl)
- Reisebilder aus Italien, 1849
- Kroatische Bilder, 1849
- Skizzen aus der Wojwodina – unter den Dacoromanen, 1850
- Bilder aus dem Honvedleben, 2 Bände, 1851, Neuauflage 1920
- Heidebilder, 1854
- Stilleben eines Grenzoffiziers, 1854
- Pflanzer und Soldat, Bilder und Geschichten aus dem Banat, 1854
- Vor 100 Jahren, ein deutsches Lebenssittenbild, 2 Bände, 1864
- Ein Edelhof in Groß-Rumanien, Hrsg.: F. Wettel, In: Deutsche Banater Volksbücher, Nr. 24, 1916